# Microdipoena menglunensis
Espèce
Synonymes
- Mysmenella menglunensis Lin & Li, 2008

Microdipoena menglunensis est une espèce d'araignées aranéomorphes de la famille des Mysmenidae.

## Distribution
Cette espèce est endémique du Yunnan en Chine,. Elle se rencontre dans le xian de Mengla.

## Description
Le mâle holotype mesure 0,77 mm, les mâles mesurent de 0,77 à 0,86 mm.
La femelle décrite par Zhang, Li et Lin en 2022 mesure 0,81 mm.

## Systématique et taxinomie
Cette espèce a été décrite sous le protonyme Mysmenella menglunensis par Lin et Li en 2008. Elle est placée dans le genre Microdipoena par Lopardo et Hormiga en 2015.

## Étymologie
Son nom d'espèce, composé de menglun et du suffixe latin -ensis, « qui vit dans, qui habite », lui a été donné en référence au lieu de sa découverte, Menglun.

## Publication originale
- Lin & Li, 2008 : « Mysmenid spiders of China (Araneae: Mysmenidae). » Annales zoologici, vol. 58, p. 487-520.